# MacWrite
MacWrite es un procesador de textos WYSIWYG descontinuado lanzado junto con los primeros sistemas Apple Macintosh en 1984. Junto con MacPaint, fue una de las dos "aplicaciones estrella" originales que impulsaron la adopción y popularidad de la GUI en general, y de la Mac en particular.

## Historia

### Desarrollo
Cuando se creó la primera Macintosh, estaba claro que los usuarios interactuarían con ella de manera diferente a otras computadoras personales. Tener una interfaz gráfica de usuario accesible y consistente era una ventaja para la plataforma Mac, pero a diferencia de las computadoras personales anteriores, la Mac se vendió sin lenguaje de programación incorporado. Esto presentaba un problema para Apple; se planeaba que la Mac se lanzara en 1983 con un nuevo paradigma de interfaz de usuario, pero no habría software de terceros disponible para ella, ni los usuarios podrían escribir fácilmente la suya propia. Con el fin de llenar este vacío, varios miembros del equipo de Mac se encargaron de escribir aplicaciones simples para cumplir con estos roles hasta que los desarrolladores de terceros publicaron software más completo. El resultado fue MacWrite y MacPaint, que se enviaron gratis con todos los Macintosh desde 1984 hasta 1986.
Primeras versiones
Las primeras versiones de MacWrite eran bastante limitadas, solo admitían las funciones de edición más básicas y eran capaces de manejar solo unas pocas páginas de texto antes de tener problemas de rendimiento. MacWrite estableció las convenciones para un procesador de textos basado en GUI, con características tales como una barra de herramientas para seleccionar opciones de formato de párrafo, menús de fuente y estilo, y una regla para márgenes, tabulaciones y sangrías. A partir del lanzamiento del Macintosh Plus, Apple optó por eliminar MacWrite del paquete base, y los clientes tuvieron que comprar software de procesamiento de texto como una opción. MacWrite todavía se vendía bien, pero no se desarrolló en gran medida. Esto llevó a la insatisfacción de los usuarios, y la responsabilidad del programa recayó en la empresa de software de Apple, Claris. 
MacWrite II
No fue hasta 1989 que Claris tuvo lista una nueva versión con una interfaz de usuario actualizada y nuevos estilos. En ese momento, Word ya había alcanzado el 60% de participación en el mercado de Mac. MacWrite II fue un éxito, y en 1990 el programa tenía una cuota del 30%, mientras que la cuota de Word había caído al 45%. Con el lanzamiento de MS Word 4.0, la cuota de MacWrite volvió a disminuir. 
MacWrite Pro
Claris tuvo lista la siguiente versión del procesador de textos, MacWrite Pro, en 1993. La interfaz de usuario había sido mejorada, pero todavía faltaban una serie de características que los usuarios esperaban en ese momento. Word se había convertido en el procesador de textos dominante y, en la práctica, también en el programa predeterminado para los usuarios de Mac.
Claris interrumpió el desarrollo de MacWrite a mediados de la década de 1990.

## Historial de versiones
| Versión | Fecha de lanzamiento |
| ------- | -------------------- |
| 1.0     | Enero 1984           |
| 2.2     | Mayo 1984            |
| 4.5     | Abril 1985           |
| 4.6     | Julio 1987           |
| 5.0     | Marzo 1988           |
| II      | Enero 1989           |
| Pro 1.0 | Marzo 1993           |
| Pro 1.5 | 1994                 |